# Hans Mulder (conservator)
Hans Mulder (Leeuwarden, 25 juni 1961) is een historicus  en conservator, was werkzaam bij het Allard Pierson Museum in Amsterdam.
Mulder is winnaar van de Jan Wolkers Prijs 2021 voor zijn boek De ontdekking van de natuur (Terra Lannoo).
Na zijn studie geschiedenis aan de Universiteit Utrecht was hij werkzaam bij de Universiteitsbibliotheek aldaar. Hij verzorgde de jaarlijkse cursus De geschiedenis van het gedrukte boek aan de faculteit geesteswetenschappen.
- Bibsys: 1688706554989
- Bibliothèque nationale de France: cb12691448p (data)
- Gemeinsame Normdatei: 1088836380
- International Standard Name Identifier: 0000 0001 1260 3579
- Library of Congress Control Number: no2016161406
- Nationale Bibliotheek van Israël: 987007419106205171
- Nederlandse Thesaurus van Auteursnamen: 110245121
- Système universitaire de documentation: 196096537
- Virtual International Authority File: 164150227
- WorldCat: E39PBJr83696Hx4FvyKhtTgMyd